# Pułk Ułanów Obrony Krajowej Nr 5
Pułk Ułanów Obrony Krajowej Nr 5 – oddział jazdy cesarsko-królewskiej Obrony Krajowej.
W 1883 roku został sformowany Pułk Dragonów Obrony Krajowej Nr 1 (niem. Landwehr Dragoner Regiment Nr 1).

W 1894 roku oddział został przemianowany na Pułk Ułanów Obrony Krajowej Nr 5. Jednocześnie przyjął organizację identyczną z organizacją pułków jazdy w cesarskiej i królewskiej Armii.

Przez cały okres istnienia komenda pułku i szwadron zapasowy oraz I i II dywizjon stacjonowały w Stockerau.

W 1917 roku oddział został przemianowany na 5 Pułk Strzelców Konnych (niem. Reitendes Schützenregiment Nr 5).

## Kadra pułku
Komendanci pułku
- płk Franz Ulrich (1893)
- płk Theodor von Leonhardi (1908-1911)
- ppłk / płk Heinrich Mollik (1912-1913)
- płk Julius Brandmayer (1914)

Oficerowie
- rtm. Aleksander Gulkowski
- rtm. Heinrich Weigl
- ppor. rez. Leon Gołogórski

Obsada personalna w 1913 roku
- komendant pułku - płk Heinrich Mollik,
- zastępca komendanta pułku - ppłk Julius Brandmayer,
- komendant szwadronu zapasowego - ppłk Theodor Simmer,
- komendant I dywizjonu - ppłk Friedrich Bischoff von Klammstein,
- komendant II dywizjonu - mjr Friedrich Wurmbrand-Stuppach[1].
- adiutant - rtm. Eduard Prihoda-Naeher
- lekarz pułku dr Albert Oberländer
- starszy lekarz weterynarii Johann Roller
- oficer prowiantowy - ppor. Paweł Jabłkowski (niem. Paul Jablkowski)